# Крилова Зоя Петрівна
Зоя Петрівна Крилова (Васильцова) (6 квітня 1944, село Івантєєвка Пушкінського району, тепер місто Московської області, Російська Федерація — 8 червня 2017, місто Москва, Російська Федерація) — радянська і російська журналістка, головний редактор журналу «Работница». Член ЦК КПРС у 1990—1991 роках. Народний депутат СРСР (1989—1991). Кандидат філософських наук (1985).

## Життєпис
Народилася в родині Петра Васильцова. З 1960 року — вихователька дитячого садка в Москві, рахівник житлово-експлуатаційної контори Москворецького району міста Москви, секретар народного суду Первомайського району міста Москви, кур'єр «Профиздата», черговий електромашиніст насосної підстанції тресту «Мосочиствод», колектор Інституту геології і розробки паливних копалин у Москві.
У 1962—1966 роках — позаштатний кореспондент, літературний працівник редакції газети «Московский комсомолец». У 1966—1967 роках — стажист редакції газети «Комсомольская правда».
У 1967 році закінчила журналістський факультет Московського державного університету імені Ломоносова.
З 1967 року — літературний працівник, завідувач відділу, редактор відділу, член редколегії газети «Комсомольская правда».
Член КПРС з 1973 року.
У 1983—2008 роках — головний редактор журналу «Работница».
У 1984 році закінчила Академію суспільних наук при ЦК КПРС. У 1985 році захистила кандидатську дисертацію на тему «Громадське виховання як філософська та соціально-педагогічна проблема». Автор книги «Мудрі заповіді народної педагогіки: нотатки журналіста» (Москва: Педагогіка, 1988).
Померла 8 червня 2017 року від онкологічної хвороби (рак грудей). Похована в Московській області на Богородському цвинтарі.

## Нагороди
- орден Дружби народів
- медалі